# Trwałoporka różnobarwna

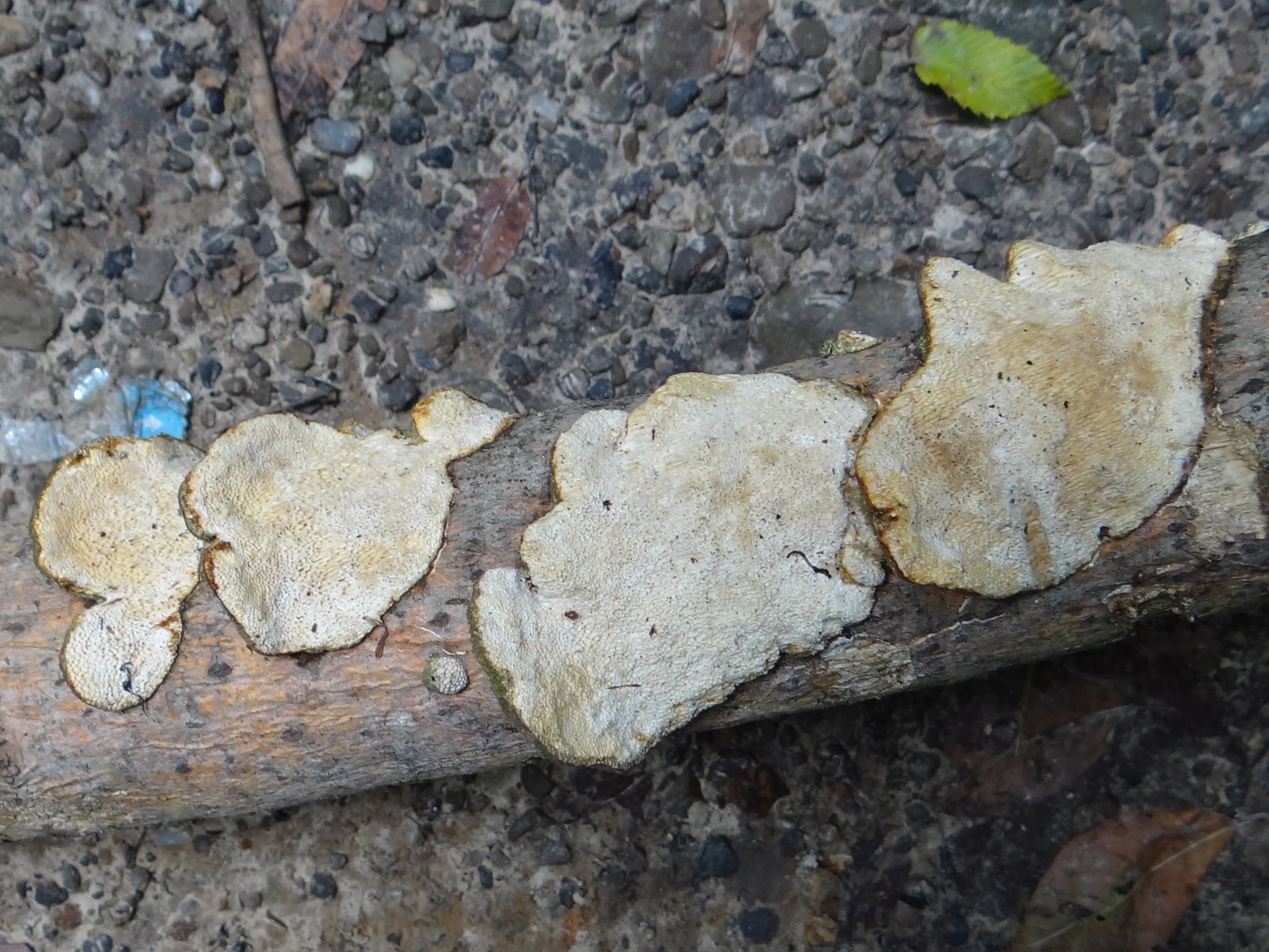

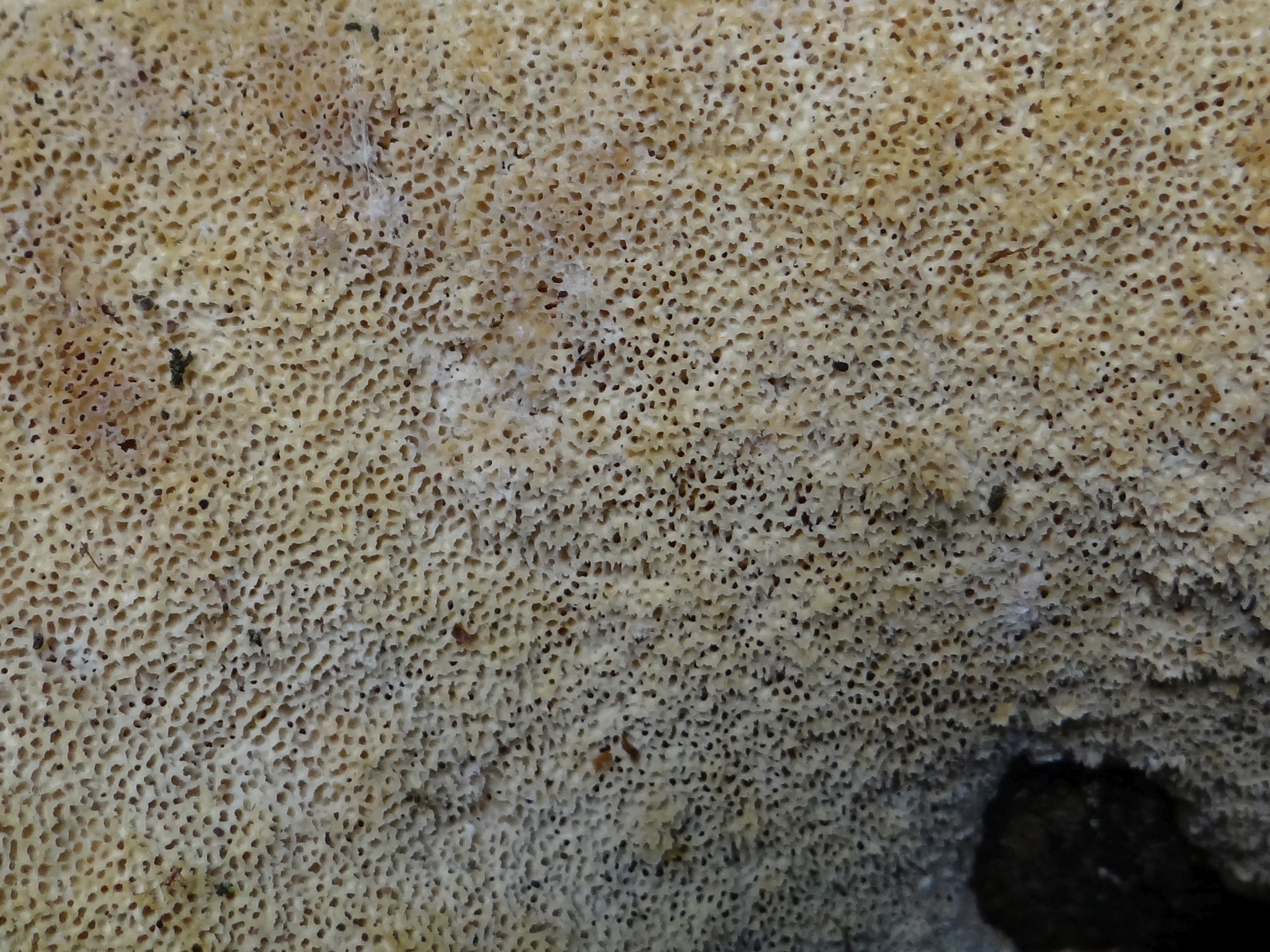
Hymenofor

Trwałoporka różnobarwna (Perenniporia medulla-panis (Jacq.) Donk) – gatunek grzybów należący do rodziny żagwiowatych (Polyporaceae). 

## Systematyka i nazewnictwo
Pozycja w klasyfikacji według Index Fungorum: Perenniporia, Polyporaceae, Polyporales, Incertae sedis, Agaricomycetes, Agaricomycotina, Basidiomycota, Fungi.
Po raz pierwszy gatunek ten w 1778 r. Nicolaus Joseph von Jacquin zdiagnozował jako Boletus medulla-panis, później przez różnych badaczy był włączany do rodzajów Daedalea (gmatwica), Fomes (hubiak), Fomitopsis (pniarek), Microporus, Physisporus, Polyporus (żagiew), Poria, Trametes (wrośniak) i klasyfikowany w randze gatunku, odmiany lub formy. Obecnie za prawidłową uznaje się diagnozę M.A. Donka, który w 1967 r. zaliczył gatunek do rodzaju Perenniporia. 
Takson ma ponad 40 synonimów naukowych.
Nazwę polską podał Władysław Wojewoda w 1999 r. W polskim piśmiennictwie mykologicznym gatunek ten opisywany był też jako żagiew miąższowa, porzyca chlebowa, huba biała, huba gąbczasta lub huba śniada.

## Morfologia
Owocnik
Wieloletni, rozpostarty, czasami tylko jego brzegi nieco odstają i występują na nim niby kapelusiki w postaci guzków. Jest silnie związany z podłożem i ma konsystencję twardego korka. Osiąga długość do 30–40 cm i grubość do 1 cm. Powierzchnia hymenialna gładka lub pofałdowana o barwie białawej, bladokremowej lub kremowej, a u starszych okazów brunatnożółtawej. Często występują na nim rudawe lub ochrowe plamy, które u starszych owocników stają się czerwonawoochrowe lub brunatnordzawe. Brzeg owocnika jest wyraźnie odgraniczony, bez hymenoforu, wąski, falisty i ostry.
Hymenofor
Rurkowaty. Rurki wielowarstwowe, co roku przyrastają o około 2–4 mm. Są jednak słabo zróżnicowane, często ukośne. Mają gładkie ostrza pokryte białawym nalotem. Rurki w starszych warstwach zazwyczaj zarastają białą grzybnią. Pory regularne, okrągławe, kanciaste lub nieco podłużne, o średnicy 0,1–0,3 mm. Na 1 mm mieści się ich 4–5.
Cechy mikroskopowe;
System strzępkowy trymityczny. Strzępki generatywne ze sprzążkami, cienkościenne, bezbarwne, z rzadka tylko rozgałęziające się. Mają średnicę 3–4 μm. Strzępki szkieletowe o barwie od złocistej do jasnobrązowej, grubości  3–4 μm, zwężające się w kierunku końców do 1–2,5 μm, rozgałęziające się słabo lub obficie. Zarówno strzępki generatywne, jak i szkieletowe są słabo dekstrynalne w odczynniku Melzera. Cystyd brak, ale czasami w hymenium występują wrzecionowate, wybrzuszone cystydiole o rozmiarach 15–20 × 6–8 μm. Są trudne do odszukania, łatwiej je znaleźć na świeżych preparatach. Zarodniki o kształcie od jajowatego do szeroko elipsoidalnego, na jednym końcu zazwyczaj ucięte, bezbarwne lub lekko żółtawe, cienko do grubościenne. Mają rozmiar 4–7 × 3,5–6 μm i są niedekstrynalne, lub słabo dekstrynalne w odczynniku Melzera. Pod wpływem KOH pęcznieją. 

## Występowanie i siedlisko
Poza Antarktydą występuje na wszystkich kontynentach. W Afryce Wschodniej jest bardzo pospolity. W Polsce jest rzadki. Znajduje się na Czerwonej liście roślin i grzybów Polski. Ma status V – gatunek narażony, i w najbliższej przyszłości zapewne przesunie się do kategorii wymierających, jeśli nadal będą działać czynniki zagrożenia. Znajduje się na listach gatunków zagrożonych także w Niemczech, Holandii, Danii, Norwegii, Szwecji i Finlandii.  
Występuje w lasach na leżących pniach drzew, na pniakach i korzeniach, a także na drewnie użytkowym w budynkach i kopalniach. Występował także na drewnianych krzyżach na cmentarzach. Zasiedla martwe drewno, głównie drzew liściastych. W Polsce obserwowany był głównie na drewnie dębów, ale także olszy i topoli osiki. 

## Znaczenie
Saprotrof powodujący intensywną białą zgniliznę drewna. 

## Gatunki podobne
Trwałoporka różnobarwna posiada kilka charakterystycznych cech umożliwiających odróżnienie jej od innych, podobnych hub: duży, rozpostarty owocnik wieloletni o wyraźnie zarysowanych brzegach, twardo korkowej konsystencji i barwie białawej lub kremowej, często z ciemniejszymi plamami. Cechuje się dużą zmiennością morfologiczną.